# Autohemorragia

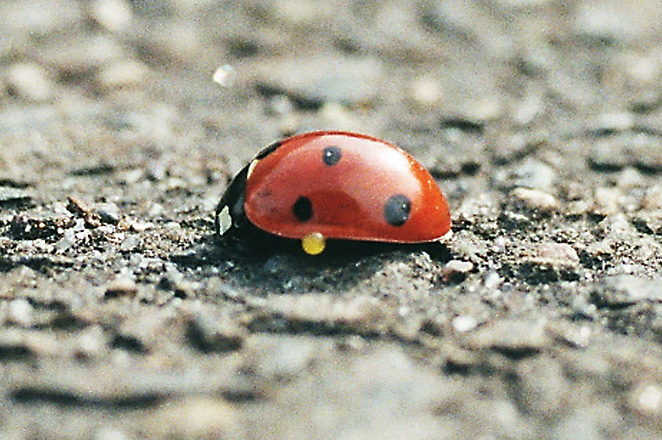
jemplar de Coccinella septempunctata que muestra el fenómeno de la autohemorragia

La autohemorragia o hemorragia refleja es la acción intencional de algunos animales de exudar sangre o hemolinfa de sus cuerpos. Si la sangre del animal contiene compuestos químicos tóxicos, esta acción puede ser eficaz en repeler a depredadores.
Ejemplos de animales capaces de autohemorragia:
- Escarabajos
  - Meloidae – la hemolinfa contiene cantaridinas obtenida de sus plantas nutricias.
  - Timarcha spp.
  - Chrysomelidae – la hemolinfa contiene antraquinonas.
  - Coccinellidae (mariquitas o chinitas) – tienen un alcaloide tóxico que vierten de sus articulaciones de las patas. El estímulo es el ataque de un depredador.[2]
- Hemiptera
  - Cercopoidea – incluyendo Prosapia bicincta y Prosapia ignipectus.[3]
- Hymenoptera
  - Larvas de sínfitos
- Orthoptera
  - Pyrgomorphidae, tales como Dictyophorus spumans, Phymateus viridipes y Phymateus leprosus – la hemolinfa almacena toxinas obtenidas de aus plantas de que se alimentan.
  - Saltamontes longicornios incluyendo especies de Eugaster
  - Bradyporinae
  - Enyaliopsis nyala
- Plecoptera
  - Ninfas de Plecoptera
- Lagartos frinosomátidos
  - Lagartos cornudos – Por lo menos ocho especies pueden arrojar un chorro de sangre desde la comisura de los ojos hasta 1,5 metros.
- Serpientes
  - Tropidophis, una serpiente venenosa que puede arrojar sangre desde la boca, narinas o de los ojos.
  - Natrix natrix, culebra de collar, un colúbrido, que segrega sangre de la nariz y boca mientras aparenta estar muerta.